# Голая графиня
«Голая графиня» (нем. Die Nackte Gräfin) — немецкий художественный фильм 1971 года, эротическая драма, снятая режиссёром Куртом Нахманном (нем. Kurt Nachmann). Фильм снят на австрийско-немецкой киностудии Лиза Фильм (нем. Lisa Film). Музыку к фильму написал композитор Герхард Хайнц, известный своими работами и в других эротических фильмах Германии.
Главные роли в фильме «Голая графиня» исполнили Вольфганг Лукши (нем. Wolfgang Lukschy), Урсула Блаут, Эльке Харт, Рената Каше и сам режиссёр фильма Курт Нахманн. Премьера фильма состоялась 12 марта 1971 года в ФРГ.

## Сюжет
Граф Анатоль — импотент, но у него красивая молодая жена Верена, которой он не может доставить сексуального наслаждения. Но он хочет, чтобы она была счастливой, продолжала жить с ним и ни в чём себе не отказывала. Для удовлетворения желания своей жены Анатоль устраивает многочисленные оргии в своём замке.
Кроме того, у графа появляется странное увлечение — фотографировать свою жену с её многочисленными любовниками. Как пример для своих фотографий Анатоль использует картину «Сад земных наслаждений» известного голландского художника времён Возрождения Иеронима Босха.

## В ролях
- Вольфганг Лукши — Анатоль, граф
- Урсула Блаут — Верена, графиня
- Рената Каше — Елена
- Курт Нахманн — Габриэль
- Эльке Харт (Эльке Хальтауфдерхайде) — Тилла
- Эльга Махати — Росвита
- Гюнтер Мёнер — Тони

## Интересные факты
- Этот фильм сравнивают с фильмами французского режиссёра Валериана Боровчика «Аморальные истории» и «Зверь».
- Фильм был снят в 1970—1971 годах, поэтому часто как дату выпуска фильма указывают как первый, так и второй год.

## Другие названия
- The Naked Countess
- Verena la contessa nuda